# Turul-emlékmű (Tatabánya)
A Turul-emlékmű (Turul-szobor, Turul madár) egy köztéri szobor Tatabánya Újváros városrészén, a Kő-hegyen a 907-es bánhidai csata emlékére. A tengerszinthez viszonyítva körülbelül 300 méter magasan fekszik. A madár mára a város legismertebb emlékműve lett, egyben népszerű turisztikai látnivaló.
A szobor egy turulmadarat ábrázol, amely szárnyával megvédi Bánhidát.
Az 1896-os millenniumi ünnepségek, azaz a honfoglalás, honalapítás ezredik évfordulójának keretén belül bízták meg Donáth Gyula szobrászt a Turul-emlékmű elkészítésével, azonban pénzhiány miatt csak jóval később, 1907-ben készült el. Ez a dátum viszont épp annak a csatának az ezredik évfordulóját jelentette, amelyben a középkori krónikák szerint a mai Tatabánya területén, az egykori Bánhidán aratott győzelmet Árpád vezér serege Szvatopluk morva fejedelem felett 907-ben.
A szobor mérete miatt az egész városból jól látszik. A hegy alatt jelenleg az M1-es autópálya halad el, Bánhida és a hegy közé a 20. században kialakult Újváros ékelődik.
A szobor alapanyaga vas és alumínium, talapzata beton és kő.

## Megközelítése
A szobrot erdőn át lehet Tarján felől, valamint Tatabánya központja felől is meg lehet közelíteni, de az M1-es autópályáról is elérhető. Autóbusz hétvégéken indul napi öt alkalommal az autóbusz-állomásról, illetve a szobortól vissza. Gyalog is fel lehet keresni. Közelében található a Szelim-lyuk és a Ranzinger Vince-kilátó is.

## Képek

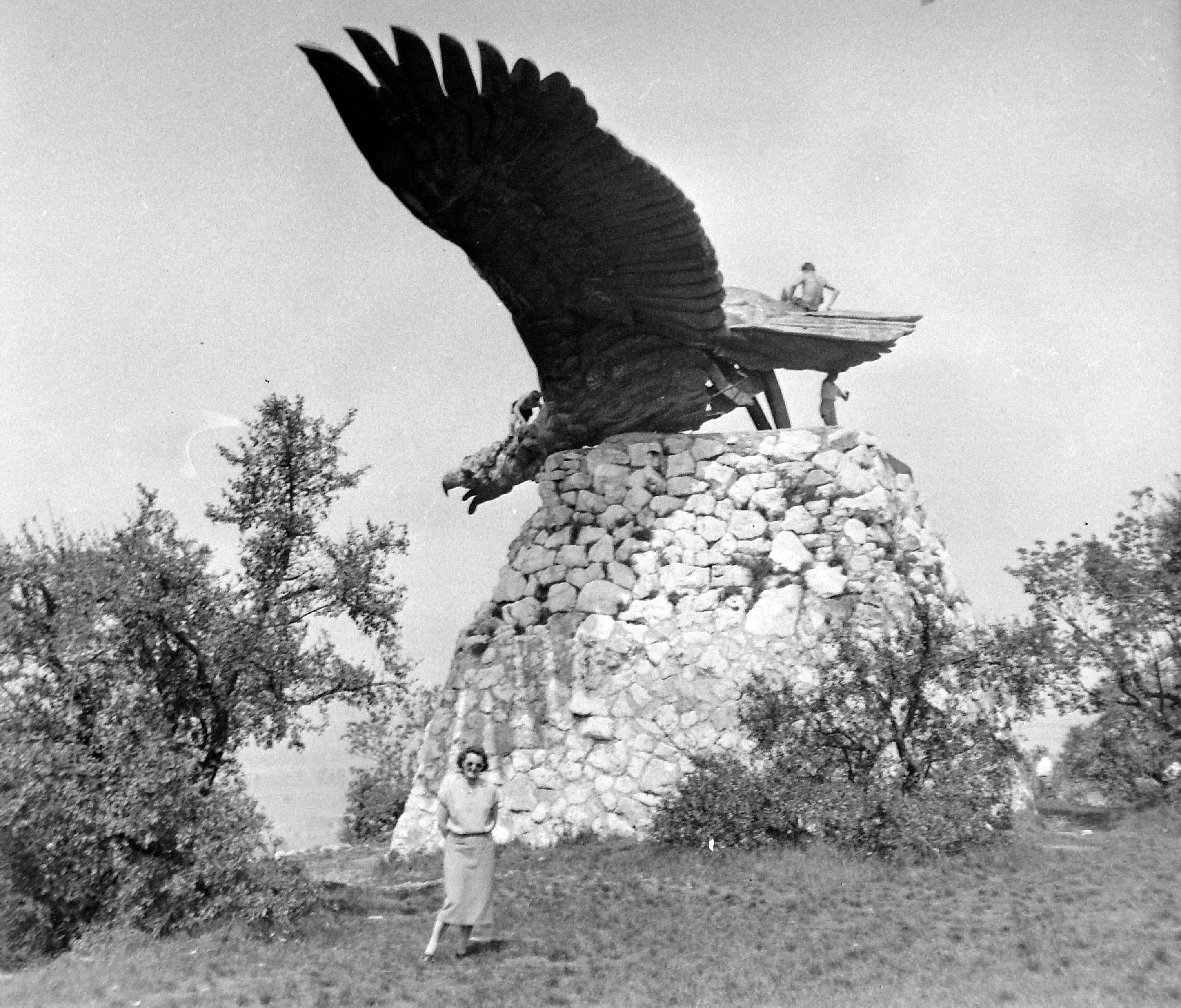
1958-as fényképen
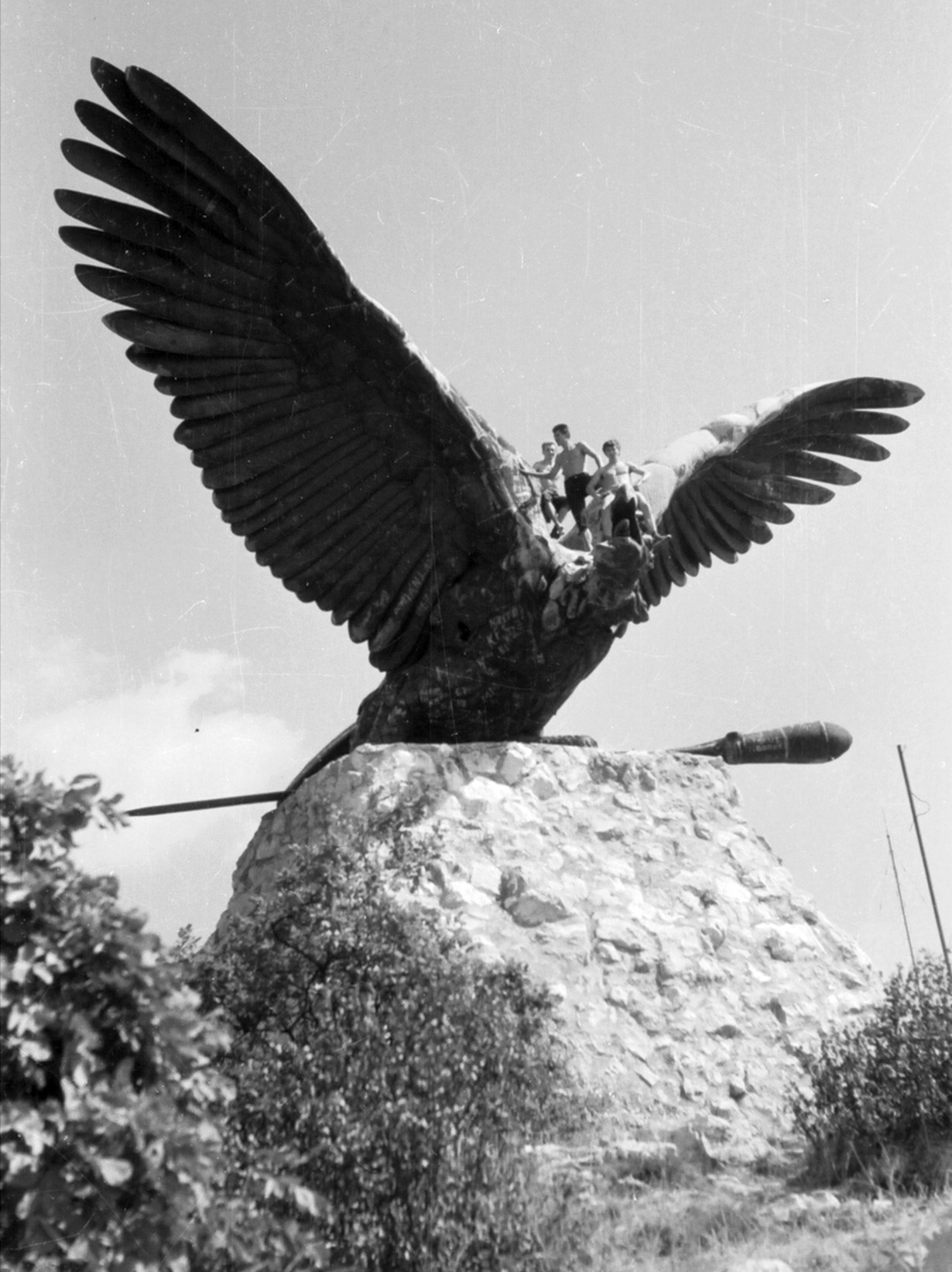
1965-ös fényképen
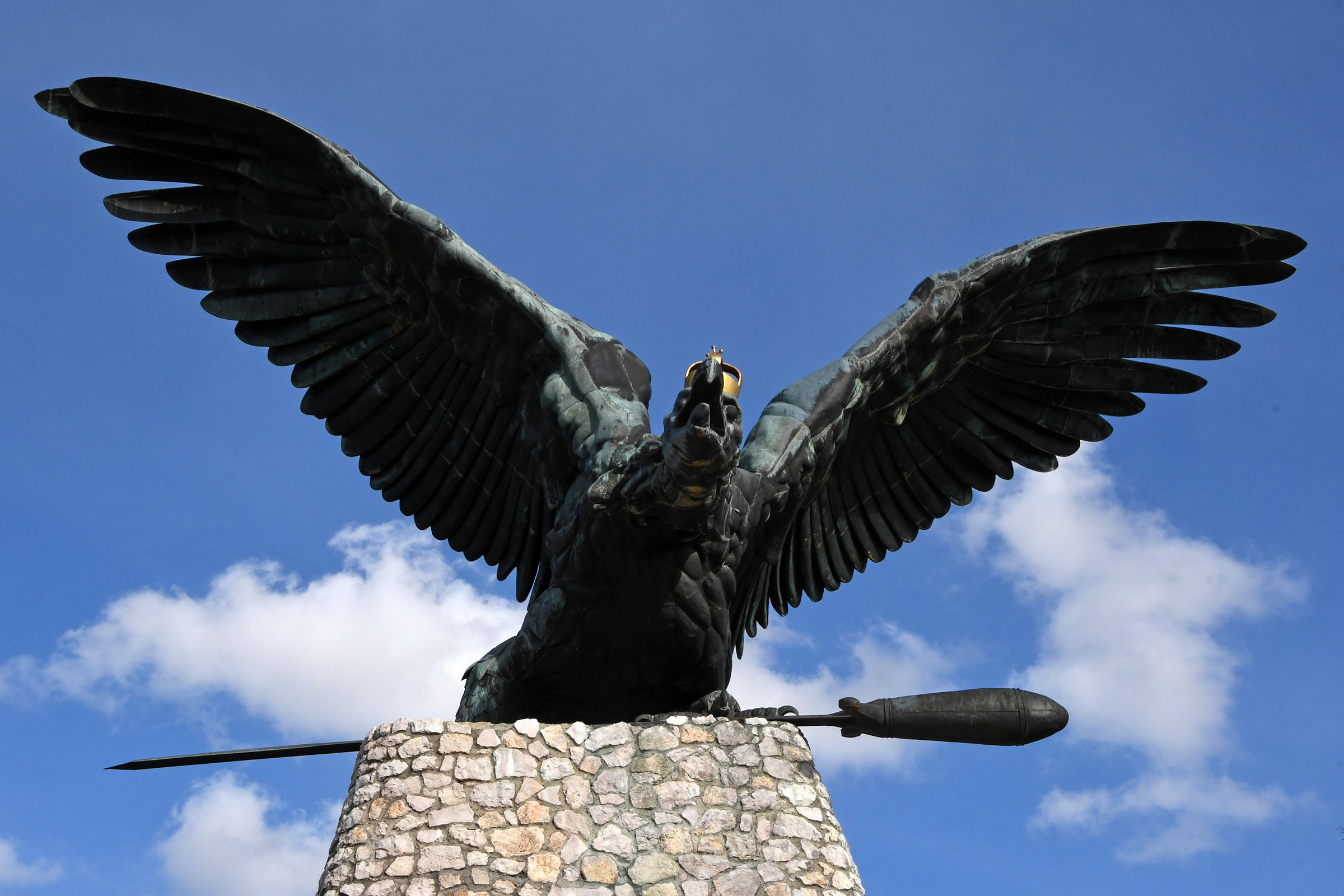
Elölnézetben
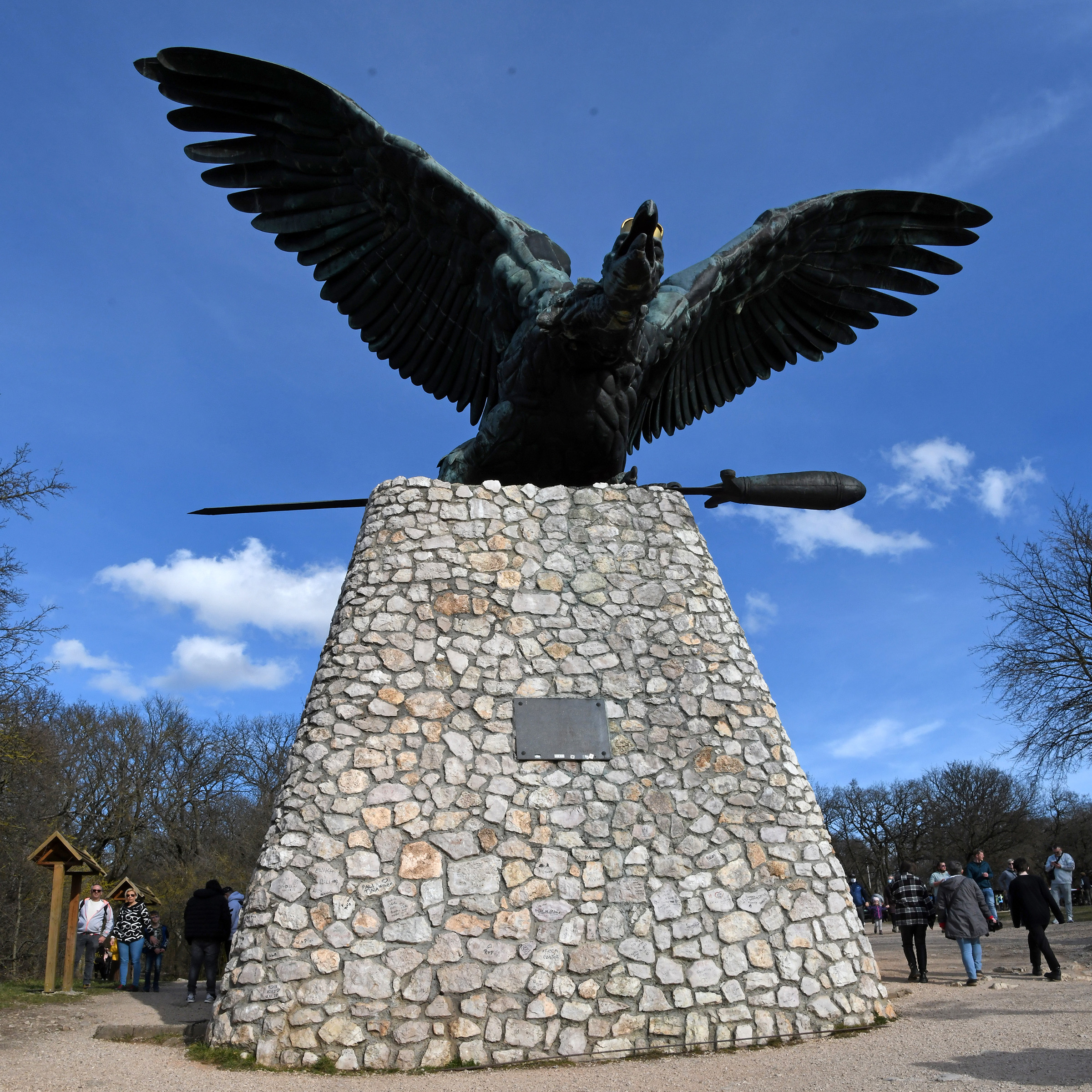
Talapzattal együtt
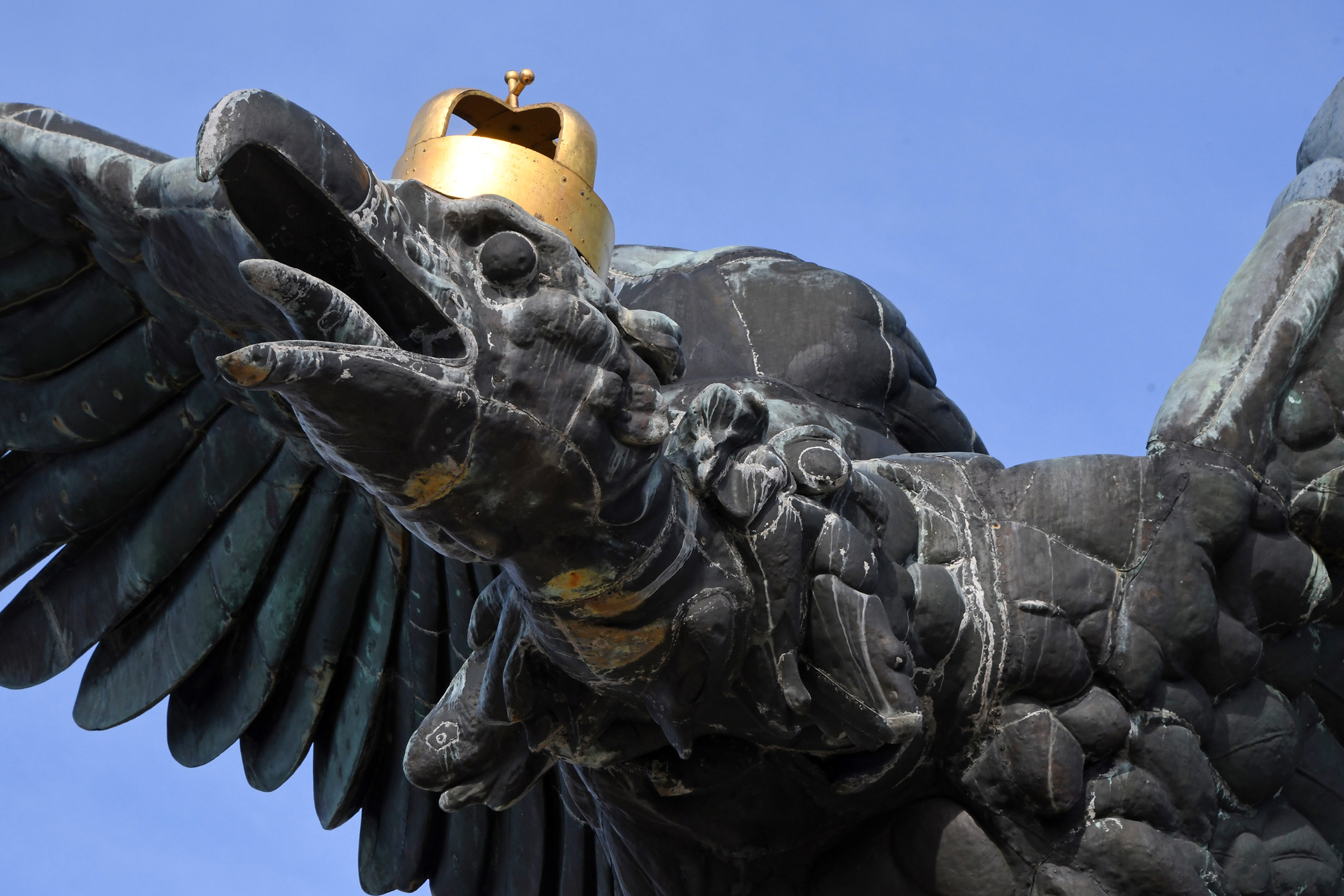
A madár feje, szeme fölött a magyar koronával
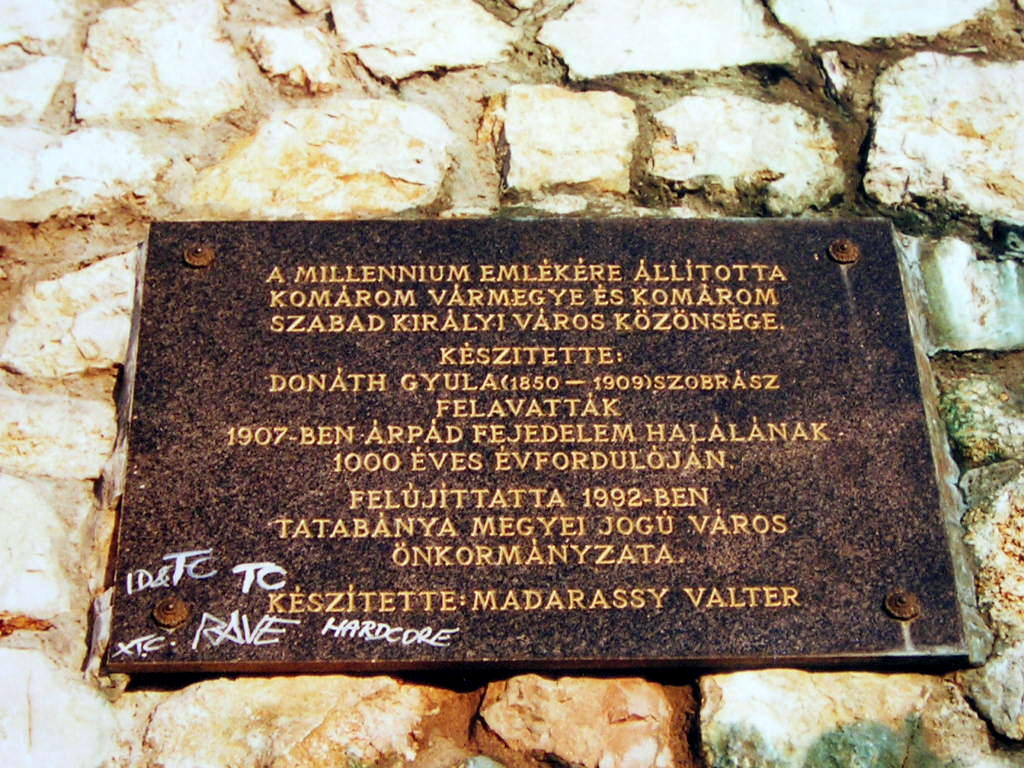
A talapzaton található emléktábla
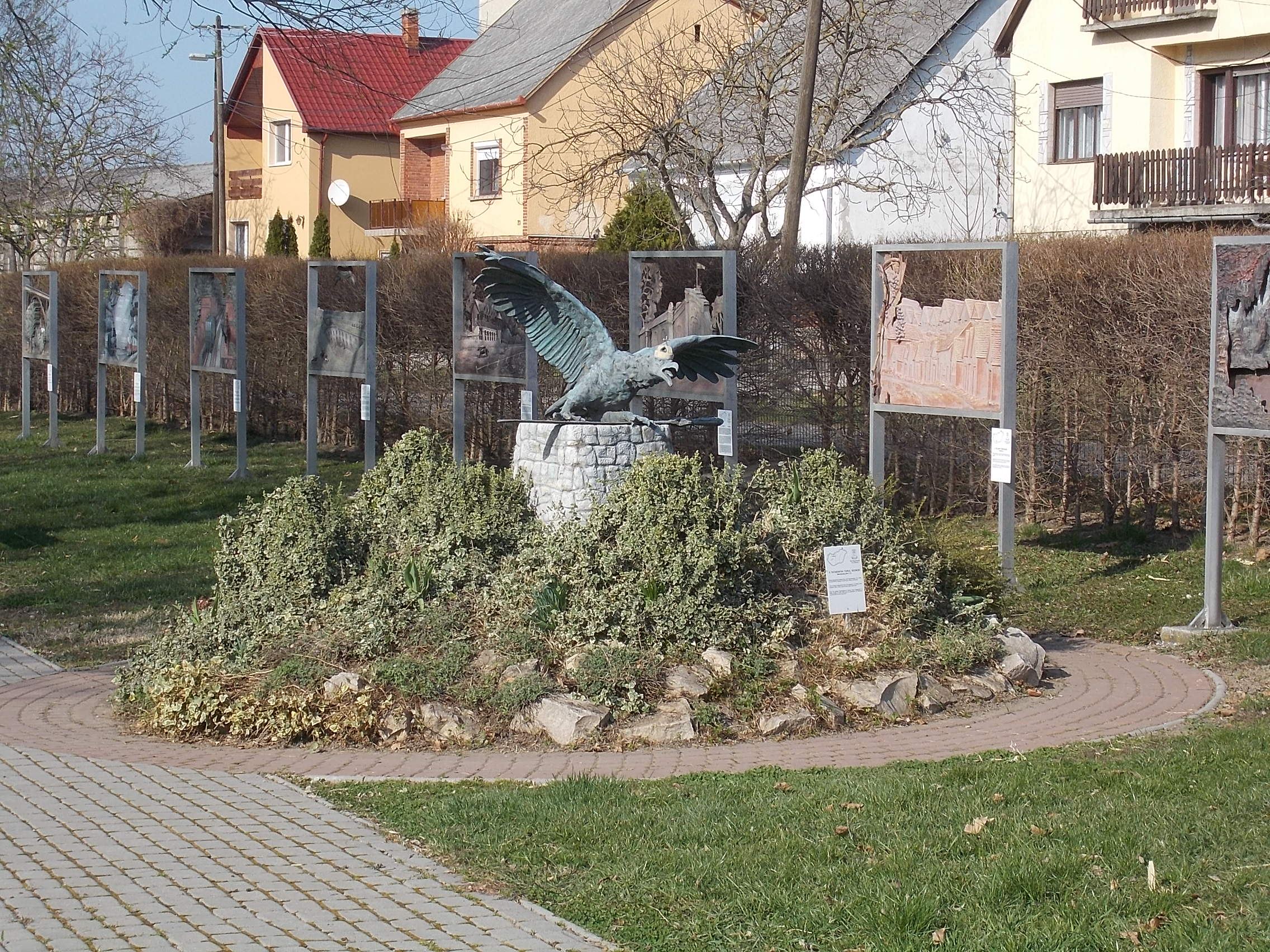
A szobor kicsinyített mása Kisbéren